# اینترپل (گروه موسیقی)
اینترپل (انگلیسی: Interpol) یک گروه موسیقی راک آمریکایی از منهتن، نیویورک است که در سال ۱۹۹۷ پایه‌گذاری شد. اولین آلبوم این گروه، چراغ‌های درخشان را روشن کن با نقد بسیار مثبت منتقدین همراه شد.